# Parque nacional de Mukurthi
El parque nacional de Mukurthi es un parque nacional de la India, dentro del estado de Tamil Nadu. Tiene una extensión de 78,46 km² y se ubica en la esquina occidental de la meseta de Nilgir al oeste de la hill station de Ootacamund en la esquina noroeste del estado de Tamil Nadu en la cordillera de los Ghats Occidentales del sur de la India. 
El parque fue creado para proteger a su especie clave, el tahr del Nilgiri.
El parque se caracteriza por praderas y matorrales de montaña entremezclada con sholas en una zona de gran altitud de alta pluviosidad, temperaturas cercanas a la congelación y fuertes vientos. Es el hogar de una serie de animales en peligro de extinción, incluyendo el tigre de Bengala y el elefante asiático, pero su principal atracción, entre los mamíferos, es el tahr de Nilgiri. El parque fue previamente conocido como Parque nacional del Tahr de Nilgiri.
El parque forma parte de la reserva de la Biosfera Nilgiri, la primera reserva internacional de la biosfera de la India. Como parte de los Ghats Occidentales, es un lugar Patrimonio de la Humanidad, así declarado por la UNESCO desde el 1 de julio de 2012.

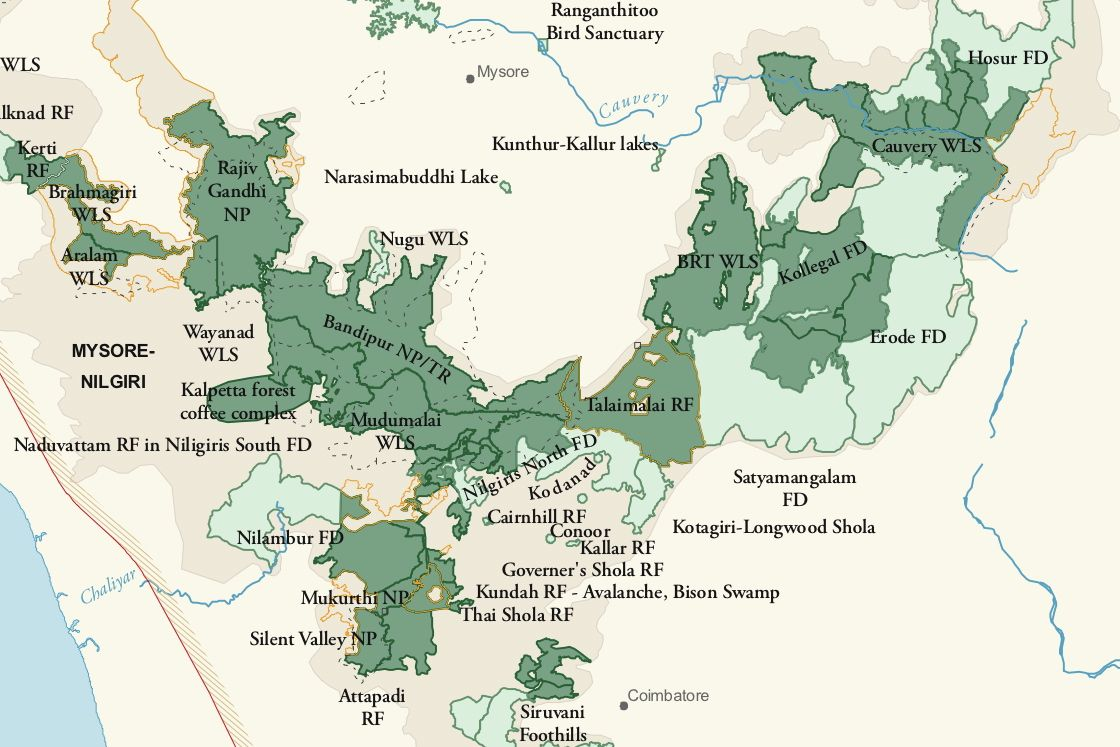
Mapa de la Reserva de la Biosfera de Nilgiri, mostrando el P. N. de Mukurthi en relación con otras zonas anexas que también están protegidas.

## Flora
La zona es el hogar de numerosas plantas endémicas, particularmente de las plantas Impatiens anuales. Alchemilla indica y Hedyotis verticillaris se encuentran solo dentro o en los bordes del parque.

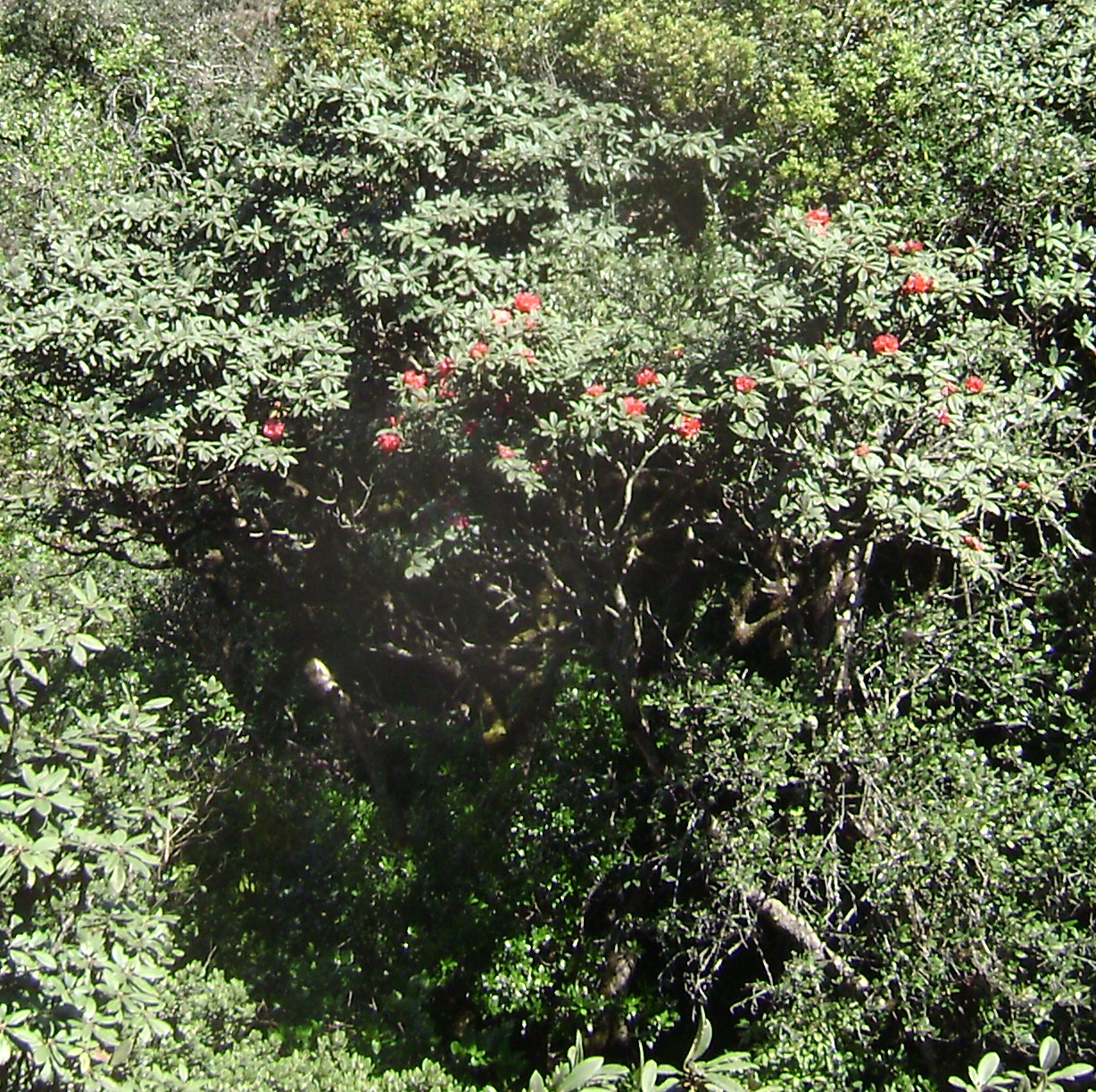
Rododendro en un shola.

En las praderas se ven rododendros, Rhododendron arboreum la flor nacional del Nepal o Rhododendron nilagiricum, y especímenes muy grandes se ven en muchos sholas. Otros árboles y matorrales comunes de shola entre las 58 especies que se encuentran aquí incluyen: Syzygium calophyllifolium, Daphiphyllum neilgherrense, Cinnamomum wightii, Vaccinium leschenaulti, Mahonia leschenaulti, Litsea sp., Lasianthes sp., Psychotria sp. y Michelia nilagirica.
Los bordes de la mayor parte de los sholas están alineados con arbustos: Gaultheria fragrantissima, Rhodomyrtus tomentosa, Rubus sp., Bergeris tinctoria, Eurya nitida, Strobilanthes sp., y Helichrysum sp.
Las orquídeas Eria abliflora, Oberonia santapaui, Aerides ringens, Aerides crispa y Coelogyne odoratissima se encuentran en el alto borde oeste del parque. Entre los prados hay una plétora de Brachycorithis iantha, Satyrium nepalense, Habenaria cephalotes, Seidenfia densiflora, Spiranthes sinensis y Liparis atropurpurea.
Los hábitats naturales del parque han sido muy alterados por el acceso anterior, muy fácil, con vehículos a motor, a través de cuatro puntos de entrada diferentes y amplias plantaciones comerciales y la difusión natural de especies no nativas como el eucalipto y acacias (Acacia dealbata, Acacia mearnsii y otras especies). Además hay presas hidroeléctricas, una grande y varias pequeñas, en la zona.
Solo el 20% de la zona del parque tiene más de un 50% de ser usado por los tahres. Si los viejos bosques comerciales son eliminados y restaurados a su hábitat de pradera original, el hábitat que podría usar el tahr se incrementaría al 60%.

## Fauna

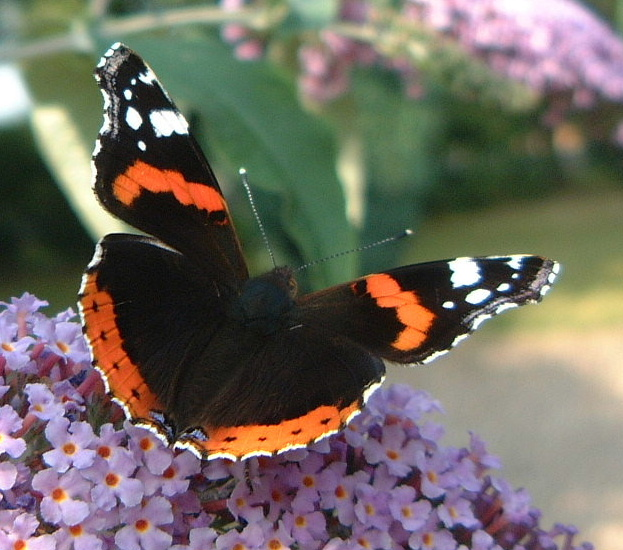
Vanessa indica.

### Mamíferos
Varias especies amenazadas de mamíferos viven aquí, incluyendo el tahr del Nilgiri, el elefante indio, el tigre de Bengala, la  marta de Nilgiri, el langur de Nilgiri y el roedor Mus famulus, endémico de la India. Mukurthi está cerca del extremo norte del alcance del tahr de Nilgiri. Un censo de tres días realizado en marzo de 2007 calculó que había 200 tahrs en el parque incluyendo 60 jóvenes avistados. Hay también leopardo indio, macaco coronado, sambar, chital, ciervo-ratón, nutria, gato de la jungla, civeta enana, cuón, chacal, la liebre Lepus nigricollis, musaraña, Platacanthomys lasiurus y Millardia meltada.

### Aves
La avifauna está compuesta sobre todo de aves de las colinas, incluyendo los amenazados arrenga indio, Scolopax, paloma torcaz, papamoscas rufinegro, papamoscas de los Nilgiri, papamoscas cabecigrís, bulbul negro, anteojitos y  bisbita de los Nilgiri. En las praderías pueden verse depredadores como el elanio azul, el cernícalo vulgar y el águila milana.

### Reptiles
La zona es el hogar de muchas especies de que son endémicas de este punto entre los reptiles como los gecos geco enano spp.,  Nilgiri salea (Salea horsfieldii) y el escinco (Kaestlea bilineata), las serpientes Trimeresurus strigatus, Xenochrophis piscator, serpiente rata oriental, Oligodon venustus, Ahaetulla perroteti y varios uropéltidos de los cuales Plectrurus perrotetii es el más común.

### Anfibios
Como los reptiles, casi todas las especies de anfibios aquí son endémicas solo de esta región, excepto el muy difundido Duttaphrynus melanostictus; entre las principales especies, se incluyen Bufo microtympanum y muchas especies de ranas arborícolas como Philautus tinniens, Philautus signatus, Raorchestes ravii,  Raorchestes thodai, Raorchestes primarrumpfi, Ghatixalus variabilis y la rana bailarina Micrixalus phyllophilus y otras acuáticas como Nyctibatrachus indraneili y Zakerana nilagirica.

### Mariposas
Aquí se ven mariposas que tienen afinidades con las del Himalaya: Kaniska canace, Vanessa indica, Argynnis hyperbius, blanquita de la col y Oreolyce quadriplaga. 

### Peces
En algunos arroyos se ha echado la exótica trucha arcoíris en el pasado.